# Конституционный суд Германии
Федера́льный Конституцио́нный суд Герма́нии (нем. Bundesverfassungsgericht, сокращённо BVerfG) уполномочен решать вопросы соответствия законов и судебных решений Конституции ФРГ. Заседает в Карлсруэ, здание охраняется федеральной полицией.

## Создание
Предусмотрен Основным Законом ФРГ в 1949, сформирован в 1951. Первый председатель — Херманн Хёпкер-Ашоф. До постройки специального здания размещался во Дворце Принца Макса. Этот суд стал первым конституционным судом, созданным в послевоенной Европе.
Конституционный суд изначально сосуществует с пятью ветвями судов специальной юрисдикции, возникшими ещё в традиции германского правового государства (Rechtstaat). Во главе этих ветвей стоят пять федеральных верховных судов.  Кроме того, в обстановке послевоенных реформ германского права одним из основных принципов новой системы было признание верховенства Конституции, и разработчики реформы особенно рассчитывали на Конституционный суд как на главный механизм этого принципа. Соответственно, он был наделён полномочиями, более широкими, чем его австрийский и итальянский аналоги. Так, предусмотрена процедура, посредством которой частные лица могут подавать конституционную жалобу против окончательных решений специализированных судов.

## Состав и формирование
- 3 федеральных судьи по выбору Бундесрата;
- 5 членов, назначаемых Бундесратом;
- 3 федеральных судьи по выбору Бундестага;
- 5 членов, назначаемых Бундестагом по предложению Комитета по выбору Федерального конституционного суда.

## Полномочия
Основной закон Германии наделяет суд правом отменять принятые в должном демократическом порядке законы, если суд придет к заключению, что они противоречат Конституции.

## Право подачи иска
Заявления имеют право подавать органы власти:
- Федеральный президент
- Бундестаг и бундесрат или их части, — депутаты или фракции
- Федеральное правительство
- земельные правительства.

Основной закон наделяет правом и отдельного гражданина подавать «конституционную жалобу» (Verfassungsbeschwerde), если он в результате действий того или иного органа власти чувствует себя ущемлённым в своих основных правах. Кроме того, любой германский суд обязан обращаться в Конституционный суд с «конкретным иском по контролю правовой нормы», если он считает, что некоторый закон противоречит конституции.

## Расширение трактовки прямого действия Основного закона
На протяжении первых десяти лет своей деятельности Конституционный суд Германии занял место на вершине новой конституционной системы. Он начал с утверждения своей структурной независимости — прежде всего по отношению к исполнительной ветви власти, а затем и по отношению к верховным судам. Одновременно Суд начал развивать идею прямого применения Основного закона (его положений относительно основных прав — Grundrechte) и внедрять эту идею в других разделах судебной ветви власти. Здесь весьма полезным инструментом явилась процедура конституционного иска, хотя у неё по-прежнему не было чётких конституционных оснований. В двух принципиально важных решениях, Elfes (1957) и Luth (1958), Суд распространил применимость конституционных исков на все ситуации, которые влекли конфликт с общим правом на «личную свободу», а также развил идею, согласно которой основные права создают объективный правопорядок, организованный вокруг некоторых общих ценностей и принципов.

## Стратегия принятия решений
Подход суда к интерпретации основных прав привёл к постепенной конституционализации всей правовой системы. В этом процессе участвовали как Конституционный суд, так и суды частной юрисдикции, и их функции неизбежно в значительной степени пересекались.
В писаном тексте Основного закона ФРГ нет чётких указаний по разграничению функций и власти между судами. Правовая доктрина предполагает некоторые решения, в частности, понятие «частного конституционного права» и тест на то, является ли судебное решение индивидуальных дел по своей природе законотворческим. Конституционный суд безропотно принял эти критерии (Formel), но ни один из них не нашёл чёткого выражения в практике суда. Границы пересмотра устанавливаются преимущественно в зависимости от конкретного случая.
В то время как Суд продолжает подчёркивать, что он не должен действовать как Superrevisionsgericht («суд пересмотра»), его рассмотрения на практике заходят далеко, вплоть до решения вопроса о том, была ли произвольной судебная оценка правил. Тем не менее лишь небольшая часть исков удовлетворяется. Это показывает, что Конституционный суд лишь довольно редко отменяет решения судов общей юрисдикции, принимая роль кассационного суда. Кассационная функция процедуры конституционного иска остаётся слабо выраженной. Более значительной является «убеждающая» или «направляющая» функция, посредством которой Суд выносит решения о том, как интерпретировались или применялись те или иные фундаментальные права, после чего суды специальной юрисдикции добровольно принимают мнение суда. Таким образом, прямое применение Конституции (а именно, её положений об основных правах) налицо в решениях всех судов и судей. Конституционный суд, сохраняя за собой последнее слово в случае, если возникает конфликт, уже больше не заявляет монополии на применение Конституции; скорее, он действует как координатор этого процесса.

## Разграничение полномочий Конституционного суда и судов общей юрисдикции
Однако в то же время существует спор вокруг границ оценки Судом судов специальной юрисдикции. Критику вызвали уже решения Luth и Elfes, хотя их высоко оценили многие специалисты по конституционному праву. Эта критика не прекращалась все 50 лет со времени вынесения этих решений, и она, несомненно, присутствует и в современных спорах. Время от времени она отражается и в практике судов специальной юрисдикции. Правда, случаи откровенного отказа следовать решениям Конституционного суда носят исключительный характер, кроме того, германский Суд действует достаточно эффективно, чтобы внедрить свои правовые решения в других юрисдикциях (в некоторых других странах это не так).

## Председатели
- Герман Хёпке-Ашофф (1951-1954)
- Йозеф Винтрих (1954-1958)
- Гебхард Мюллер (1959-1971)
- Эрнст Бенда (1971-1983)
- Вольфганг Цайдлер (1983-1987)
- Роман Герцог (1987-1994)
- Ютта Лимбах (1994-2002)
- Ханс-Юрген Папиер (2002-2010)
- Андреас Фоскуле (2010-2020)
- Штефан Харбарт (с 2020)

## Заместители Председателя
- Рудольф Кац (1951-1961)
- Фридрих-Вильгельм Вагнер (1961-1967)
- Вальтер Зойфферт (1967-1975)
- Вольфганг Цайдлер (1975-1983)
- Роман Герцог (1983-1987)
- Эрнст-Готфрид Маренгольц (1987-1994)
- Ютта Лимбах (1994)
- Йоханн-Фридрих Геншель (1994-1995)
- Отто Зайдль (1995-1998)
- Ханс-Юрген Папиер (1998-2002)
- Винфрид Хессемер (2002-2008)
- Андреас Фоскуле (2008-2010)
- Фердинанд Кирххоф (2010-2018)
- Штефан Харбарт (2018-2020)
- Дорис Кёниг (с 2020)